# Nguy Sơn
Huyện tự trị người Di người Hồi Nguy Sơn (chữ Hán giản thể: 巍山彝族回族自治县; bính âm: Wēishān Yízú Huízú Zìzhì Xiàn), gọi tắt là Nguy Sơn, là một huyện tự trị trong châu tự trị Đại Lý ở miền tây tỉnh Vân Nam, Cộng hòa Nhân dân Trung Hoa.

## Lịch sử
Thời cổ đại đây Nguy Sơn thuộc nước Điền. Thời kỳ Tây Hán lập huyện Tà Long. Thời Đường, thuộc Nam Chiếu và là nơi đóng đô của nước này. Hiện còn Nguy Bảo Sơn là kinh đô của Nam Chiếu. Năm 1994, chính quyền Cộng hòa Nhân dân Trung Hoa đã xếp thành cổ này vào danh sách các thành cổ văn hóa-lịch sử cấp quốc gia. Thời Vương quốc Đại Lý gọi là chiếu Mông Xá. Thời Nguyên gọi là Mông Hóa, thời Minh-Thanh trải qua các thời kỳ là châu hay phủ. Năm 1912 đổi thành huyện. Năm 1954 có tên gọi là Nguy Sơn. Năm 1956 lập huyện tự trị người Di, người Hồi Nguy Sơn, trực thuộc châu tự trị người Bạch Đại Lý.

## Địa lý
Huyện nằm ở phía nam châu tự trị Đại Lý, nằm cách Côn Minh khoảng 250 km (tính theo đường chim bay) về phía tây của thành phố thủ phủ tỉnh. Toàn bộ huyện này chủ yếu là khu vực miền núi thuộc dãy núi Ai Lao Sơn và Vô Lượng Sơn với diện tích miền núi chiếm 93,3% tổng diện tích. Tọa độ: từ 99° 55' tới 100° 26' kinh đông và từ 24°56' tới 25°33' vĩ bắc. Điểm cao nhất đạt 3.037 m, điểm thấp nhất đạt 1.146 m trên mực nước biển. Khí hậu mang đặc trưng của cận nhiệt đới núi cao. Nhiệt độ bình quân năm đạt 15,6 °C. Lượng mưa hàng năm trung bình đạt 800 mm. Sông Hồng bắt nguồn từ khu vực nằm trong huyện này.

## Hành chính
Huyện chia thành 2 trấn, 9 hương với 82 thôn và biện sự xứ.